# Sachniwci (rejon szepetowski)
Sachniwci (ukr. Сахнівці) – wieś na Ukrainie, w obwodzie chmielnickim, w rejonie szepetowskim, siedziba hromady. W 2001 liczyła 366 mieszkańców.